# Martin Albrechtsen
Martin Albrechtsen (Værløse, Dinamarca, 31 de marzo de 1980) es un futbolista danés, se desempeña como defensa en el AC Horsens.

## Palmarés
FC Copenhague
- Superliga danesa: 2002-03, 2003-04
- Copa de Dinamarca: 2004

| Club                 | País       | Año         | Partidos | Goles |
| Akademisk BK         | Dinamarca  | 1998 - 2002 | 89       | 3     |
| FC Copenhague        | Dinamarca  | 2002 - 2004 | 72       | 0     |
| West Bromwich Albion | Inglaterra | 2004 - 2008 | 118      | 4     |
| Derby County         | Inglaterra | 2008 - 2009 | 35       | 2     |
| FC Midtjylland       | Dinamarca  | 2009 - 2012 | 54       | 3     |
| Brøndby IF           | Dinamarca  | 2012 - 2017 | 81       | 3     |
| AC Horsens           | Dinamarca  | 2017 -      |          |       |

- Datos: Q923971
- Multimedia: Martin Albrechtsen / Q923971